# Juan Galdós
Juan Galdós (Murcia, 7 de agosto de 1928 - 2 de octubre de 2020) fue un escritor español. En su obra destacan sus novelas costumbristas ambientadas en Murcia, con descripciones detalladas de barrios y de la huerta en las décadas centrales del siglo xx. En ninguna de sus novelas faltan las aventuras ni las descripciones de los pintorescos personajes que se van cruzando en la vida del protagonista.
Juan Galdós también a partir de 1993 fue editor de una revista trimestral gratuita patrocinada por Caja Murcia. La revista estaba abierta a colaboraciones literarias desinteresadas de cualquiera de sus lectores (poesía, cuentos...) y estuvo difundiéndose sin interrupción durante 18 años.

## Obras
- Aquellos días del Malecón (1980)
- Era lo importante (1984)
- Un año en Murcia. Diario de una ciudad (1986)
- Escrito en las estrellas (1992)
- Una leve sonrisa ([2000)